# Espermatòcit

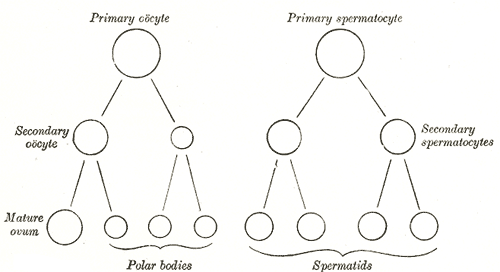
Esquema que mostra el procés de maduració d'un òvul i el desenvolupament dels espermàtids (espermatozous joves)

Els espermatòcits són els gametòcits mascles que deriven de l'espermatogoni, en l'estadi de desenvolupament de l'espermatogènesi durant el qual ocorre la meiosi. Està localitzat en els túbuls seminífers dels testicles.

## Espermatogènesi
L'espermatogènesi és el procés de desenvolupament que porta a la producció de gàmetes mascles, anomenats espermatozous o esperma. Les cèl·lules mares espermatogèniques es divideixen per mitosi per formar espermatòcits primaris. Els espermatòcits primaris són inicialment diploides i experimenten la meiosi. Després de la primera divisió meiòtica les cèl·lules filles que en resulten s'anomenen espermatòcits secundaris. Aquests passen per una segona divisió meiòtica donant lloc a espermàtids haploides. Els espermàtids maduren després en un procés de desenvolupament anomenat espermiogènesi, passant a ser espermatozous. Una maduració addicional té lloc en l'epidimis, però l'esperma no serà mòtil fins a l'addició de fructosa en l'ejaculació a càrrec de les vesícules seminals.

## Imatges addicionals

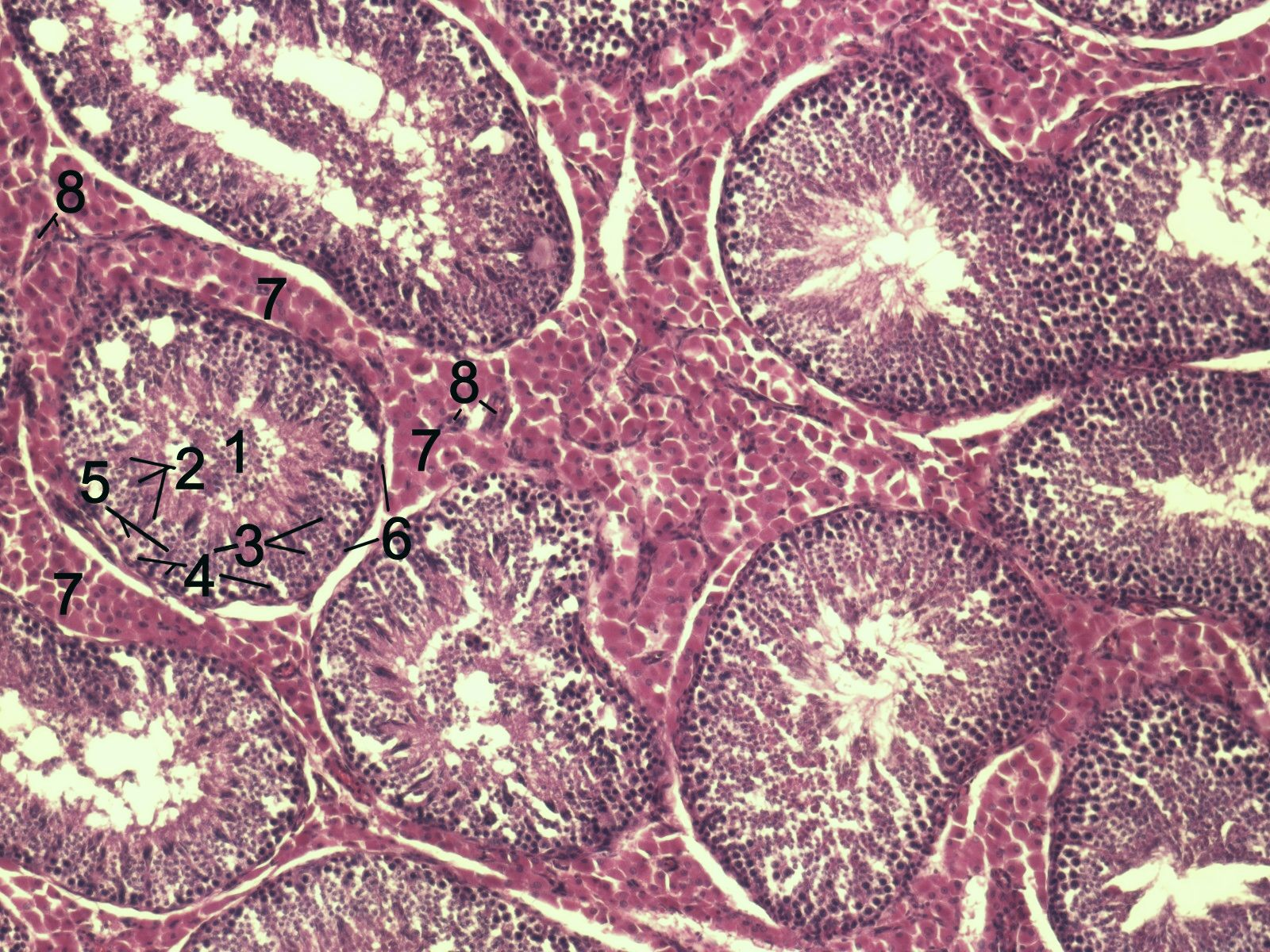
Secció histològica del parènquima testicular en un senglar. 1 Lumen del Tubulus seminiferus contortus, 2 espermàtids, 3 espermatòcits, 4 Espermatogonis, 5 Cèl·lula de Sertoli, 6 Miofibroblasts, 7 Cèl·lula Leydig, 8 capil·laritats